# Station Pinhoe
Pinhoe is een spoorwegstation van National Rail in Exeter in Engeland. Het station is eigendom van Network Rail en wordt beheerd door South Western Railway. 